# 롤러하키
롤러하키(Roller hockey), 또는 링크하키(Rink hockey)는 4륜 롤러 스케이트를 신고 스틱 (나무 또는 플라스틱)으로 퍽을 상대 골대에 넣어 득점하는 단체 스포츠이다. 또한 인라인 스케이트로 하는 인라인하키가 별도로 존재한다.
두 팀이 서로 대결하여 스틱으로 단단한 공을 상대 팀의 골네트에 꽂아넣는 쿼드 스케이트 팀 스포츠이다. 각 팀에는 한 번에 5명의 선수가 있으며, 그 중 4명은 스케이터이고 1명은 골키퍼이다. 공은 스케이트가 아닌 스틱으로만 움직일 수 있다. 그렇지 않으면 파울이 선언된다. 이 게임에는 2번의 25분 하프타임과 15분의 하프타임 휴식시간이 있으며, 공이 죽었을 때 시계가 멈추는 동점을 해결하기 위한 최대 2번의 5분 골든골(일명 "서든 데스") 기간이 있다. 계속 동점일 경우 승부차기로 승부를 가린다. 골키퍼를 포함한 선수들은 쿼드 스케이트를 사용하는 반면 인라인 하키에서는 인라인 스케이트를 사용한다. 스틱은 밴디 및 신티(shinty)의 스틱과 유사하다. 인라인 하키와 달리 링크 하키에서는 선수 간의 과도한 접촉이 금지된다.
2017년부터 세계 스케이트 선수권 대회는 월드 스케이트(World Skate)가 주최하는 월드 롤러 게임(World Roller Games)의 일부가 되었다.
롤러 하키(Roller Hockey)는 1992년 바르셀로나 하계 올림픽의 시범 롤러스포츠였다. 롤러 하키 월드컵은 44회에 걸쳐 개최되었다. 1940년대 이후 가장 많은 월드 타이틀을 획득한 국가는 스페인(17회 월드 타이틀), 포르투갈(16회 월드 타이틀), 아르헨티나(5회 월드 타이틀), 이탈리아(4회 월드 타이틀)이다. 프랑스, 브라질, 독일, 스위스, 안도라, 영국과 같은 다른 국가들은 정기적인 국제 경쟁자이지만 전통적인 강대국을 극복하는 경우는 거의 없다.
롤러 하키는 매우 빠른 스포츠이므로 TV 전송에 문제가 발생할 수 있으며, TV에서 공이 더 잘 보이도록 파란색 또는 흰색 포장 도로를 사용하여 새로운 링크를 건설한다.
2022년 러시아의 우크라이나 침공으로 인해 월드 스케이트는 러시아와 벨로루시 선수 및 관계자들의 대회 참가를 금지했으며, 2022년에는 러시아나 벨로루시에서 어떤 대회도 개최하지 않을 예정이다.

## 같이 보기
- 세계 롤러스포츠 연맹
- 1992년 하계 올림픽 롤러하키
- 인라인하키
- 하키